# L'Heure des anges
Pour plus de détails, voir Fiche technique et Distribution.
L'Heure des anges est un court métrage d'animation réalisé en 1986 par Jacques Drouin et Břetislav Pojar. Co-produit par le studio français d'animation de l'Office national du film et le studio Jiří Trnka, ce film marie les techniques de l'animation de marionnettes et de l'écran d'épingles.

## Synopsis
Un homme est renversé par une voiture et devient aveugle. En attendant qu'une opération lui permette de retrouver la vue, il est plongé dans le noir et visualise mentalement tout ce qu'il touche, tandis qu'un ange gardien imaginaire va l'aider à affronter cette épreuve.

## Fiche technique
- Titre original : L'Heure des anges
- Titre anglais : Nightangel
- Réalisation : Jacques Drouin, Břetislav Pojar
- Sociétés de production : Studio Jiri Trnka, ONF
- Pays d'origine :  Canada,  Tchécoslovaquie
- Langue : aucune (sans paroles)
- Format : 35 mm (tournage)
- Durée : 18 minutes 41 secondes